# Městská autobusová doprava v Hradci Králové

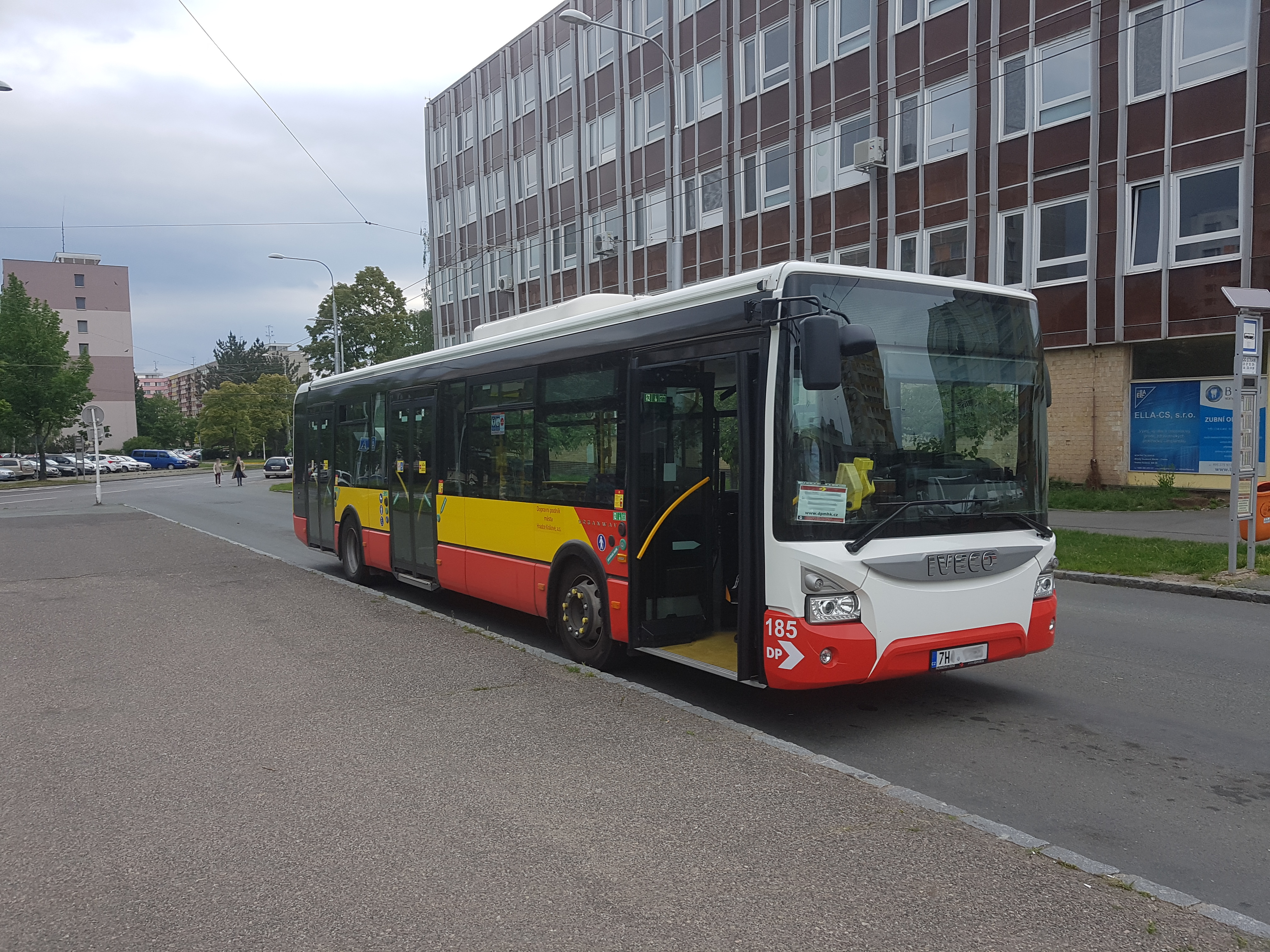
Autobus Iveco Urbanway 12M na točně Pod Strání

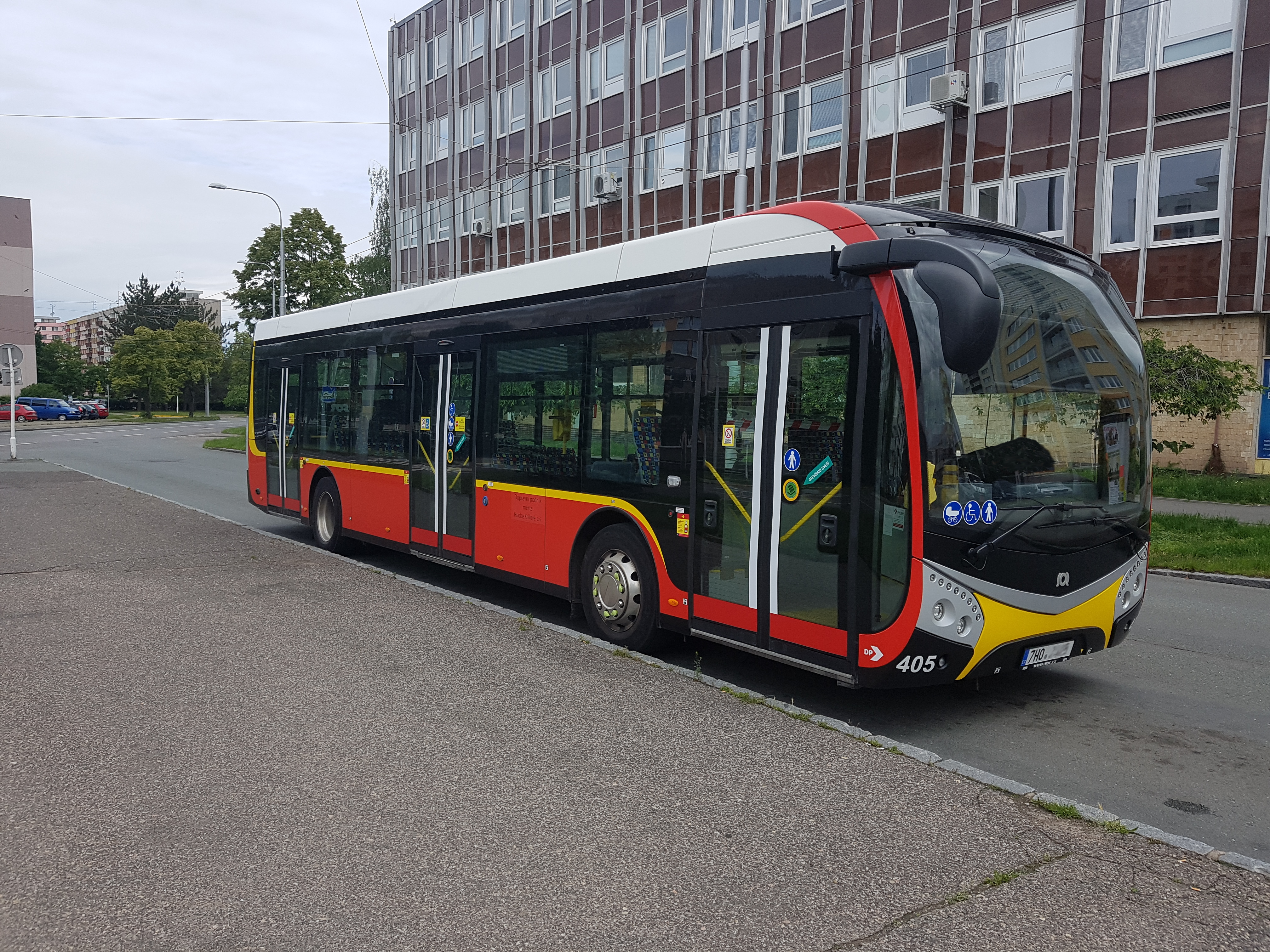
Elektrobus SOR NS 12 v barvách DPMHK

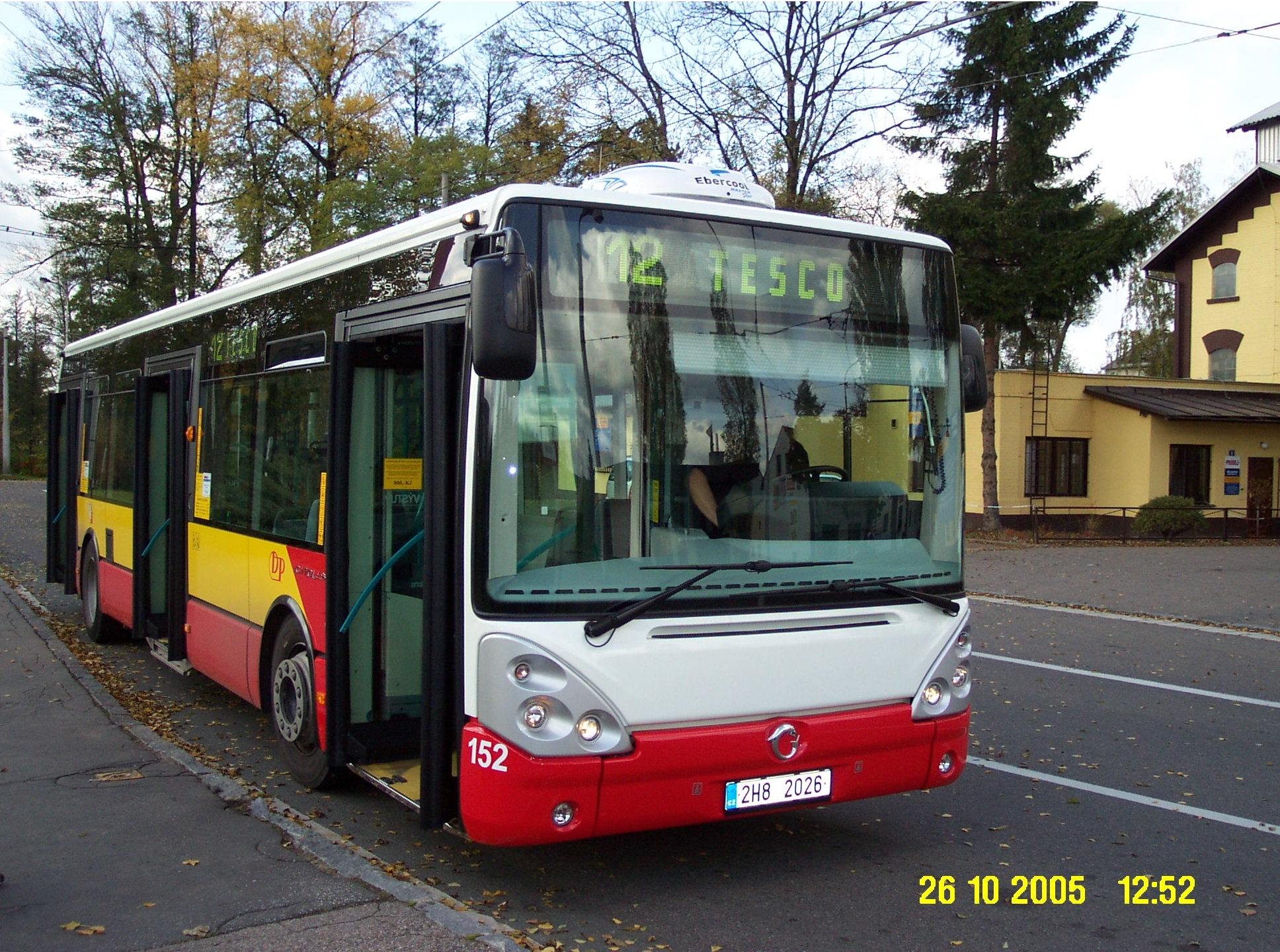
Irisbus Citelis 12M v konečné zastávce Slezské Předměstí - Cihelna

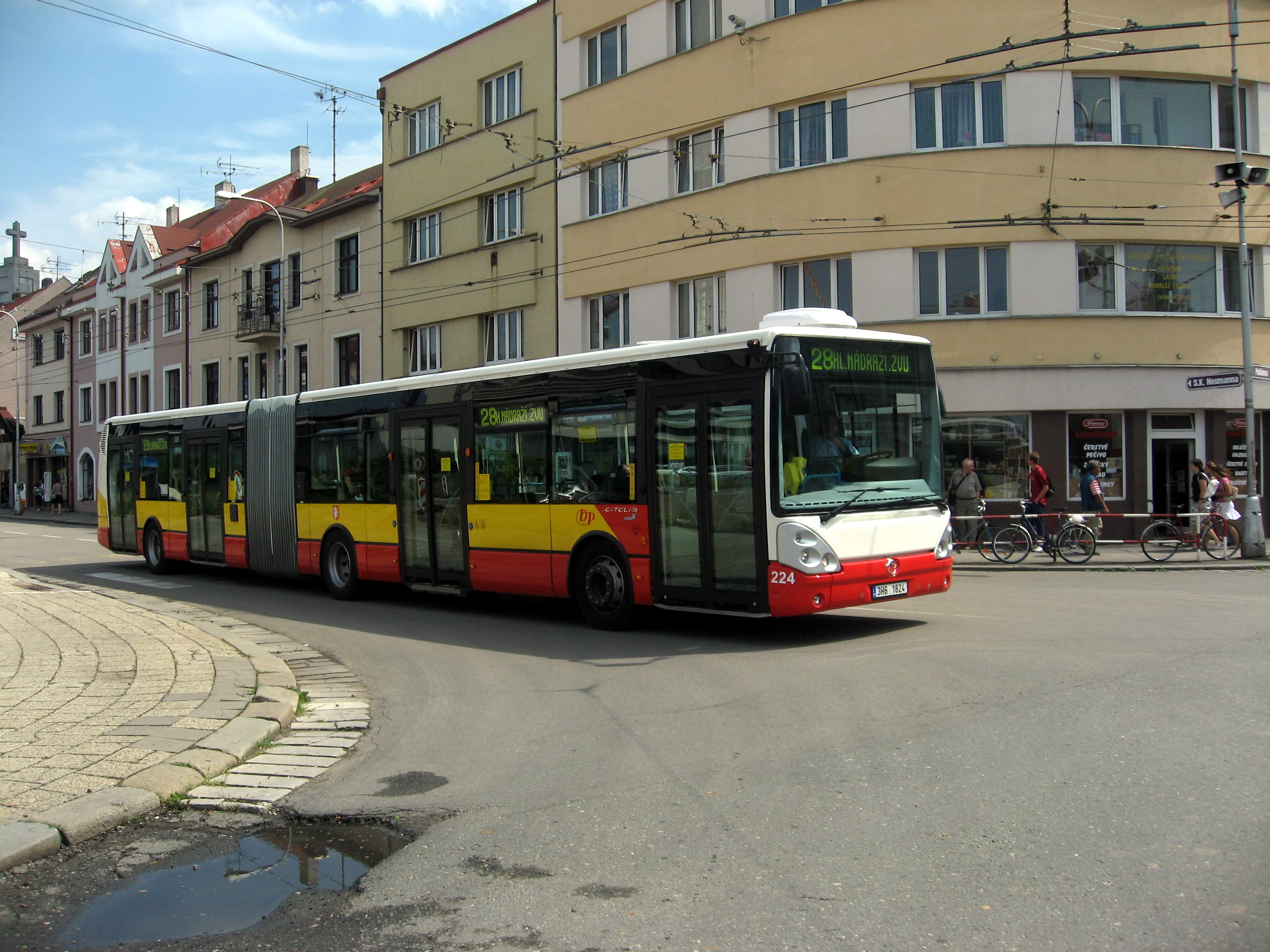
Irisbus Citelis 18M přijíždící k hlavnímu nádraží

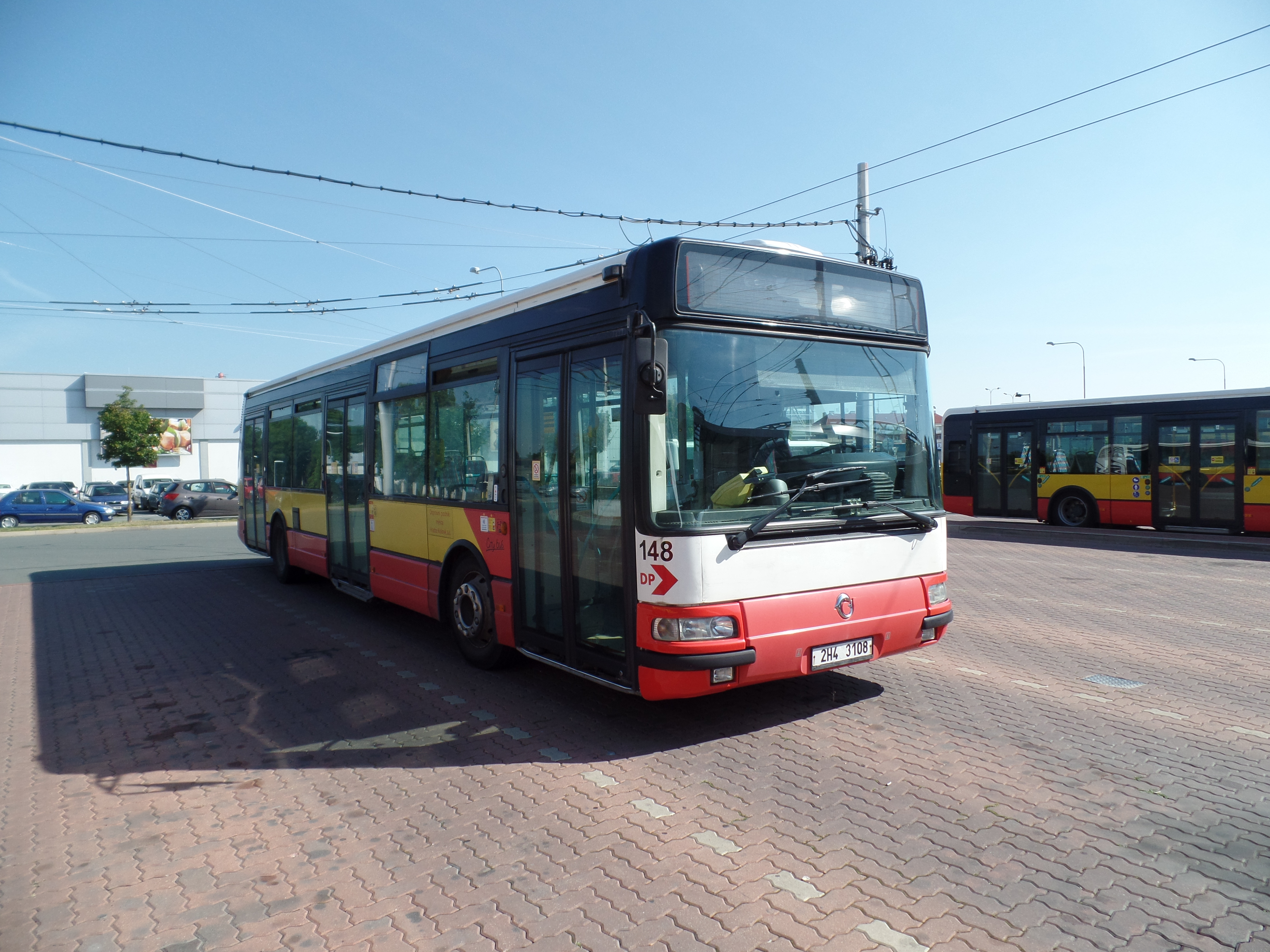
Vůz typu Irisbus Citybus 12M na Terminálu HD

Městská autobusová doprava v Hradci Králové doplňuje dopravu trolejbusovou. Asi 20 denních a 4 noční autobusové linky tvoří společně s 8 trolejbusovými linkami systém královéhradecké městské hromadné dopravy. Autobusovým dopravcem ve městě je Dopravní podnik města Hradce Králové a. s. Hradecká MHD je začleněna do integrovaného dopravního systému VYDIS. 

## Historie

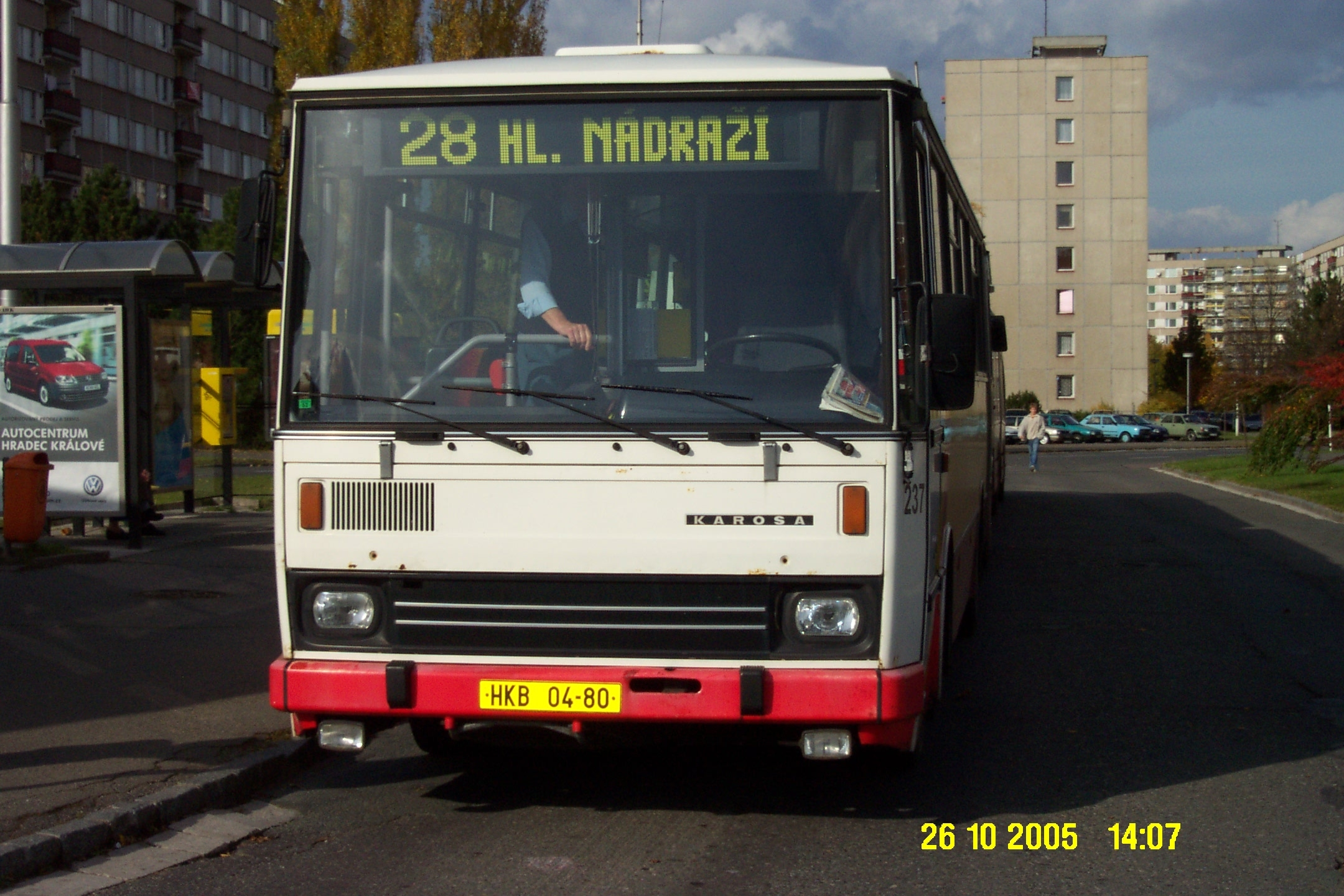
Kloubový autobus Karosa B 741 na sídlišti na jihu města

Na počátku 20. století bylo v Hradci Králové připravováno zavedení tramvají, ale první světová válka přípravy přerušila. V roce 1910 byla dokonce položena kolej na nově postaveném Pražském mostě (mezi dnešními zastávkami Adalbertinum a Ulrichovo nám.), která byla odstraněna v roce 1932.
24. října 1928 byl název Autodráhy města Hradce Králové zapsán do zakládací listiny, podnik Autodráhy města Hradce Králové byl oficiálně založen 1. listopadu roku 1928. 1. prosince 1928 zahájil dvěma autobusy každodenní pravidelný provoz na první lince, Kukleny – hlavní nádraží – Slezské Předměstí. 
1. ledna 1949 byl dopravce začleněn do Sdruženého komunálního podniku. Tou dobou také do systému MHD přibyly trolejbusy. Již 1. července 1950 byl podnik přejmenován na Dopravní podnik města Hradce Králové, národní podnik. Od 1. ledna 1989 do 30. srpna 1997 byl státním podnikem a od 1. září 1997 akciovou společností stoprocentně vlastněnou městem.

## Síť
První tři linky byly značeny čísly 1 (Kukleny – nádraží – Slezské Předměstí), 0 (nádraží – Velké náměstí) a 2 (nádraží – Nový Hradec Králové). Předválečná síť městských Autodrah se pak rozšiřovala do blízkých obcí i vzdálenějších měst, jako jsou Černilov, Nechanice, Nový Bydžov, Dobruška a Holice, celkem 17 linek. Po znárodnění a reorganizaci dopravy byla od 3. listopadu 1950 striktně oddělena městská doprava od meziměstské. 
V říjnu 2024 zajišťuje autobusová doprava spojení po většině města, v provozu je 20 běžných autobusových linek (5, 8–20, 22–26 a 33), z čehož jsou na 3 linky (9, 23 a 24) pravidelně nasazovány kloubové autobusy. Dále jsou provozovány školní linky (5Š, 10Š, 11Š, 12Š, 16Š, 23Š a 25Š) a rychlíkové linky (11R, 17R, 18R a 27R). Licenční čísla začínají trojčíslím 615. 
Na trolejbusové lince 1 se nachází koncový úsek do Kluků bez trolejového vedení, kam zajíždí trolejbus s pomocným dieselagregátem, přičemž do roku 2012 býval tento trolejbus občas nahrazován autobusem. Do konce září 2014 jezdila od nádraží k hypermarketu Tesco v Březhradě v sobotách, nedělích a svátcích bezplatná linka T, provozovatelem byl rovněž Dopravní podnik. V roce 2019 byla původně autobusová linka 27 převedena na trolejbusovou, přičemž v části trasy linky trolejbus využívá akumulátor či dieselový agregát.
Bývalá noční autobusová linka 0 byla od 5. července 2008 nahrazena dvojicí protisměrných autobusových linek 51 a 52. Dne 11. října 2008 byla zavedena další dvojice víkendových protisměrných nočních linek 53 a 54.
MHD obsluhuje kromě území města i blízké obce Lochenice a Předměřice nad Labem (linka 15), Stěžery a Stěžírky (linky 16 a 26), Vysoká nad Labem (linky 18 a 20), od 11. října 2008 i Běleč nad Orlicí (linka 17) a několik let poté (přibližně dva roky) Divec (linka 5).

## Vozový park
V předválečných dobách byly do provozu nasazeny autobusy typů Tatra a Škoda, jejichž obsaditelnost se pohybovala okolo 20 cestujících. 
Původní autobusy později nahradily novější, které vznikaly v závodě národního podniku Karosa Vysoké Mýto. Jednalo se o autobusy typů Škoda 706 RTO (v provozu 1960–1979), Karosa ŠM 11 (1968–1993; Hradec Králové byl jedním z posledních měst v Česku, který vyřadil tyto autobusy z běžného provozu), maďarské kloubové vozy Ikarus 280 (1979–1990), a dále československé a české Karosa B 731 (od roku 1982), Karosa B 741 (od roku 1987) a Irisbus Citybus 12M (od roku 1996). V polovině 90. let též přibyly i malé autobusy (midibusy) od tehdy relativně mladého výrobce SOR Libchavy typu SOR B 7,5 (odprodány 2006 do Mostu a Litvínova). 
Koncem 90. let se heslem doby, stejně i jako v ostatních městech republiky, stala nízkopodlažnost. Od roku 2005 jsou dodávány autobusy typu Irisbus Citelis 12M a kloubový Irisbus Citelis 18M, vyráběné též v závodě Iveco Czech Republic. Dopravní podnik celkem vlastní a vlastnil autobusy typu Karosa B 941E, Irisbus Citybus 12M, Irisbus Citybus 18M, Irisbus Citelis 12M a Irisbus Citelis 18M. V roce 2013 se staly součástí vozového parku i elektrobusy. 
Od roku 1995 mají autobusy jednotný, bílo-červeno-žlutý nátěr. Kromě toho ale jezdí také mnoho vozidel v reklamních barvách.
Hradecký dopravní podnik vlastní elektrobusy SOR EBN 9,5, SOR EBN 11 a SOR NS 12 electric. Od prosince 2015 do března 2021 DP provozoval i jeden vůz elektrobusu Škoda Perun 26BB HE.
Od prosince 2019 byly autobusy Irisbus Citybus 12M postupně vyřazovány, přičemž je nahradily nové autobusy Iveco Urbanway 12M. Starší varianta Renault Citybus 12M byla vyřazena již dříve a nahrazena elektrobusy SOR NS 12. Poslední vůz Irisbus Citybus 12M byl vyřazen na konci října 2020. Na začátku roku 2023 bylo zařazeno do provozu šest vozidel SOR NS 12 a čtyři vozidla SOR NS 18. Poslední vůz Irisbus Citybus 18M byl vyřazen na konci května 2023.   
Na začátku roku 2025 bylo zařazeno do provozu dvanáct vozidel Iveco Urbanway 18M Hybrid.
V březnu 2025 jsou v provozu následující typy vozidel:
| Obrázek | Typ                 | Modifikace a podtypy      | Dodávky v letech | Počet (k 16. 3. 2025) | Poznámka    |
| ------- | ------------------- | ------------------------- | ---------------- | --------------------- | ----------- |
|         | Irisbus Citelis 12M | Irisbus Citelis 12M       | 2005–2009        | 4                     |             |
|         | Irisbus Citelis 18M | Irisbus Citelis 18M       | 2005–2012        | 11                    |             |
|         | SOR EBN 9,5         | SOR EBN 9,5               | 2014             | 1                     | elektrobus  |
|         | SOR EBN 11          | SOR EBN 11                | 2016             | 1                     | elektrobus  |
|         | SOR NS 12           | SOR NS 12 electric        | 2018             | 20                    | elektrobus  |
|         | Iveco Urbanway 12M  | Iveco Urbanway 12M        | 2018–2024        | 34                    |             |
|         | SOR NS 12           | SOR NS 12                 | 2023             | 6                     |             |
|         | SOR NS 18           | SOR NS 18                 | 2023             | 4                     |             |
|         | Iveco Urbanway 18M  | Iveco Urbanway 18M Hybrid | 2024             | 12                    | mild-hybrid |

## Infrastruktura
Zázemí autobusům poskytují garáže v Pouchovské ulici, sloužící již od roku 1952 (od 60. do 70. let pak ještě rozšiřované).
Hradecký dopravní podnik je specifický tím, že si sám vyrábí zastávkové přístřešky i zastávkové sloupky. 
5. července 2008 byl nedaleko hlavního nádraží zprovozněn nový Terminál hromadné dopravy Hradec Králové pro městskou i dálkovou dopravu. Investorem a provozovatelem je Dopravní podnik města Hradce Králové, a. s. 

## Odbavování a tarif
Tarif byl od počátku MHD pásmový. V roce 1962 byli zrušeni průvodčí a zaveden nepřestupní nepásmový tarif s jednotným jízdným placeným samoobslužně u řidiče. Od 1. srpna 1978 byl zaveden nástup všemi dveřmi. Od 1. května 1993 byl opět zaveden pásmový tarif vyčleněním obcí za hranicemi města do vnějšího pásma. Od 1. ledna 2008 je zavedena také možnost platby přes čipovou Městskou kartu (elektronická peněženka) a od ledna 2012 také SMS jízdenka. S novým odbavovacím systémem byla 1. září 2023 zavedena též platba jízdného bezkontaktními platebními kartami. Zcela zvláštní tarif a odbavování platí na nočních autobusových linkách 51 až 54. Hradec Králové patří společně s Plzní mezi poslední česká města, kde ještě zůstaly děrovací označovací strojky na jízdenky z předprodeje, avšak v souběhu s modernějšími způsoby placení. Od ledna 2002 je hradecká MHD začleněna do integrovaného dopravního systému VYDIS. 